# 初恋宣言
『初恋宣言』（はつこいせんげん）は、1968年9月15日に松竹が配給した、梅津明治郎監督による、当時のアイドルグループ的な存在であった「レ・ガールズ」のメンバー由美かおるを大きくフューチャーした、アイドル映画である。

## 出演者
- 村山真由美 : 由美かおる
- 市川信二 : 田村正和
- 大和さくら : 原田糸子
- 早田笑子 : 江美早苗
- 春山波江 : 奈美悦子
- 大和とよ : 高橋とよ
- 横山明子 : 志摩ゆき
- 松岡 : 藤岡弘
- せつ子 : ミヤコ蝶々
- まさ子 : 野村昭子
- 歌手 : 千昌夫
- スナックの青年たち : ザ・カーナビーツ
- 主人 : 萩本欽一
- 番頭 : 坂上二郎
- 老大女優 : 志賀真津子
- 八丈島の老婆 : 浦辺粂子

## スタッフ
- 監督：梅津明治郎
- 製作 : 猪股尭、武藤三郎
- 企画 : 西野皓二
- 脚本 : 田波靖男、梶浦政男、梅津明治郎
- 撮影： 加藤正幸
- 編集 : 浦岡敬一
- 音楽：中川昌
- 美術：宇野耕司